# ヨアキム・オルセン
ヨアキム・オルセン（Joachim B. Olsen、1977年5月31日 - ）は、デンマークの政治家、元陸上競技選手。2004年アテネオリンピックの銀メダリストである。オールボー出身。

## 経歴
オルセンは、10代の頃は円盤投の選手として注目を浴びていたが、その後砲丸投に転向。アメリカのアイダホ大学在学中に、投法をグライド投法から回転投法に変えてから飛躍的に記録が向上した。
1996年の世界ジュニア選手権に出場したときは円盤投で出場していたが、1999年のヨーロッパU23選手権には砲丸投で出場。2位に入賞しその名を知られるようになる。
オルセンは、2000年シドニーオリンピックに砲丸投で出場を果たしたが、予選を突破できず敗退。しかし砲丸投の決勝終了後に、優勝したフィンランドのアルシ・ハリュについてパソコンのチャット上で、ドーピングのため失格というデマを流してしまったことから、デンマークオリンピック委員会から、大会終了を待たず強制的にデンマークに送りかえされてしまった。
2001年のエドモントンの世界選手権で初めてメジャー大会の決勝にコマを進めたが、この大会では11位に終わっている。しかし、この大会以後、オリンピック、世界選手権、ヨーロッパ選手権のいずれでも決勝に進出を果たしている。
2002年にはヨーロッパ選手権で銀メダルを獲得。2003年は腕の故障により苦しみ、パリの世界選手権では決勝に進出するも競技は棄権。しかし、オルセンはその後トレーニング法を修正し故障から立ち直り、2004年アテネオリンピックに向けてカムバックする。同年の室内世界選手権で銅メダル獲得。そして、アテネオリンピックでは3投目に21m07を投げて3位に浮上すると、そのままこの位置をキープ。銅メダルを獲得した。その後金メダリストのユーリー・ビロノグ（ウクライナ）がドーピング違反でメダルを剥奪されたために、繰り上げで銀メダルを獲得した。デンマークの男子投てき選手として初めての表彰台となった。
オルセンは、2005年11月に、練習中に左足首を負傷。じん帯に重い症状を抱えたが、翌年2月に競技への復帰を宣言。1ヵ月後の世界室内選手権では21m16で銅メダルを獲得した。
2007年6月24日に2008年北京オリンピックへの出場が決定し、翌年8月8日の開会式ではデンマーク選手団の旗手を務めた。19m74で予選11位に終わった。
2011年、デンマークの国会選挙に右派政党の自由同盟から出馬し当選し、2015年にも当選した。2019年の国会選挙の前に、大手アダルトサイト「Pornhub」に選挙広告を出して物議を醸した。

## 自己ベスト
- 砲丸投 - 21m61 (2007年)
- 円盤投 - 60m67 (2002年)

## 主な実績
| 年   | 大会                               | 場所                       | 種目   | 結果      | 記録  |
| ---- | ---------------------------------- | -------------------------- | ------ | --------- | ----- |
| 2000 | オリンピック                       | シドニー(オーストラリア)   | 砲丸投 | 8位（h）  | 19m41 |
| 2001 | 世界陸上選手権                     | エドモントン(カナダ)       | 砲丸投 | 11位      | 20m38 |
| 2002 | ヨーロッパ室内陸上選手権           | ウィーン(オーストリア)     | 砲丸投 | 2位       | 21m23 |
| 2002 | ヨーロッパ陸上選手権               | ミュンヘン(ドイツ)         | 砲丸投 | 2位       | 21m16 |
| 2003 | 世界陸上選手権                     | パリ(フランス)             | 砲丸投 | -         | DNS   |
| 2004 | 世界室内陸上選手権                 | ブダペスト(ハンガリー)     | 砲丸投 | 3位       | 20m99 |
| 2004 | オリンピック                       | アテネ(ギリシャ)           | 砲丸投 | 2位       | 21m07 |
| 2004 | IAAFワールドアスレチックファイナル | モンテカルロ(モナコ)       | 砲丸投 | 1位       | 21m46 |
| 2005 | ヨーロッパ室内陸上選手権           | マドリッド(スペイン)       | 砲丸投 | 1位       | 21m19 |
| 2005 | 世界陸上選手権                     | ヘルシンキ(フィンランド)   | 砲丸投 | 7位       | 20m73 |
| 2005 | IAAFワールドアスレチックファイナル | モンテカルロ(モナコ)       | 砲丸投 | 2位       | 21m03 |
| 2006 | 世界室内陸上選手権                 | モスクワ(ロシア)           | 砲丸投 | 3位       | 21m16 |
| 2006 | ヨーロッパ陸上選手権               | イェーテボリ(スウェーデン) | 砲丸投 | 3位       | 21m09 |
| 2007 | ヨーロッパ室内陸上選手権           | バーミンガム(イギリス)     | 砲丸投 | 3位       | 20m55 |
| 2007 | 世界陸上選手権                     | 大阪(日本)                 | 砲丸投 | -         | NM    |
| 2008 | オリンピック                       | 北京(中国)                 | 砲丸投 | 11位（h） | 19m74 |

- hは予選